# فخرالدوله اسوانی
ابراهیم بن محمّد بن ابراهیم اَسوانی شهرت‌یافته به فخرالدوله (؟، اسوان - ۱۱۸۵م، حلب) ادیب و شاعر مصری در سدهٔ ششم هجری بود. او نخستین کاتبی بود که در دیوان انشای صلاح‌الدین ایوبی مشغول به کار شد. سپس به خدمت برادر او ملک عادل درآمد.